# Техас (паровоз)
W&ARR №49 «Texas» — паровоз с осевой формулой 2-2-0 (по классификации Уита — 4-4-0). Получил известность после произошедшей 12 апреля 1862 года «Великой паровозной гонки», в которой «Техас» был основным локомотивом преследователей.

## Эксплуатация

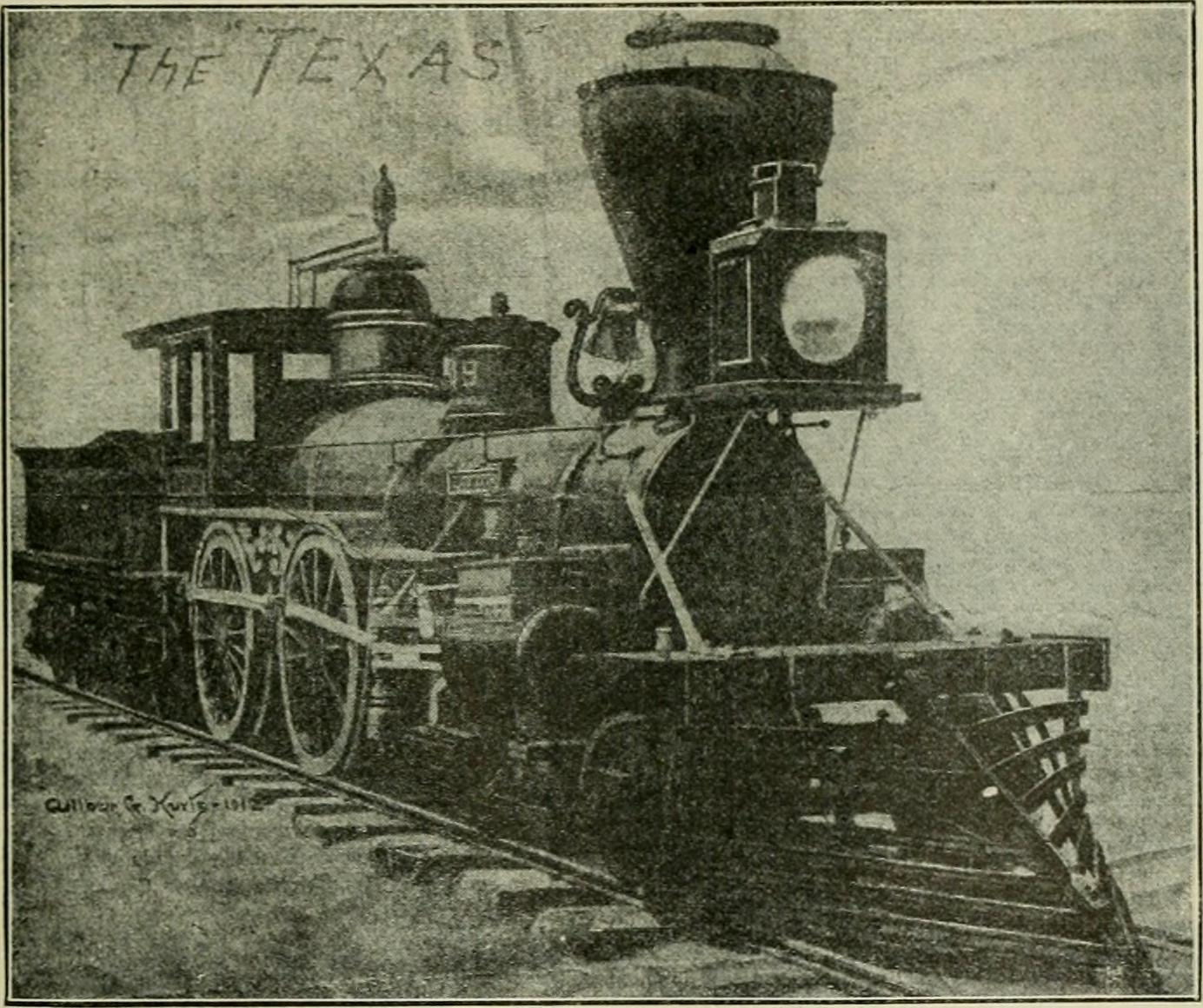
«Техас» в 1860-е годы

Паровоз был выпущен в 1856 году предприятием Danforth, Cooke and Company в Патерсоне (штат Нью-Джерси) и осенью передан заказчику — Западно-Атлантической железной дороге; его первоначальная стоимость составляла $9050. Так как дорога в те годы имела ширину колеи 5 футов (1524 мм), паровоз также был построен на данную колею. Из Паттерсона его водным путём доставили в Саванну, затем по путям Центральной железной дороги Джорджии — в Мейкон, а оттуда по путям Мейкон-Восточной дороги — в Атланту.
Одной из первых модификаций локомотива в мастерских дороги стала замена метельника из стержней на выполненный из листового железа конструкции Ричарда Сэя (Richard A. Saye) — отличительная черта всех локомотивов данной дороги в то время. На дороге «Техас» использовался преимущественно в грузовом движении.

### Гражданская война

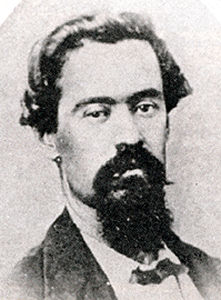
Питер Брэккен

С началом военных событий дорога стала закреплять свои паровозы за определёнными локомотивными бригадами, которые обслуживали определённые им участки. 11 апреля 1862 года «Техасом» управляла бригада, состоящая из 28-летнего машиниста Питера Джеймса Брэккена (Peter James Bracken) и 15-летнего кочегара Генри Хэни (Henry P. Haney), которая ведя грузовой поезд отправилась из Атланты примерно в 10 утра и около 18 вечера прибыла в Долтон, где осталась на ночёвку. Утром следующего дня [12 апреля] также под управлением Брэккена «Техас» повёл из Долтона в Атланту грузовой состав из 21 вагона. Спустя несколько миль после Эдерсвилла машинист вдруг заметил бегущих навстречу кондуктора Уильяма Фуллера и мастера дороги Энтони Мёрфи, которые забравшись на локомотив сообщили, что группа солдат Союза под руководством Джеймса Эндрюса угнали паровоз «Генерал», вероятно, чтобы использовать его для уничтожения мостов. За несколько минут до этого в Эдерсвилле было скрещение грузового поезда с встречным, который состоял всего из трёх вагонов, а вёл их «Генерал», причём в его будке находились четверо незнакомцев. Тогда Брэккен задним ходом вернулся в Эдерсвилл, где оставил свои грузовые вагоны на боковом пути, после чего также следуя тендером вперёд начал преследование захваченного «Генерала».
После моста в Ресаке между двумя машинами, работающими на полную мощность, развернулась борьба не на жизнь, а на смерть. Такой погони не бывало ни до, ни после.
Оригинальный текст (англ.)From the instant we got over the bridge at Resaca, the race became one of life or death between the two engines, throttles wide open. No such race has ever been run, either before or since.
Ранее Фуллер и Мёрфи преследуя отряд Эндрюса использовали сперва ручную путевую тележку, затем уже устаревший паровоз «Ёна», а после относительно тихоходного «Уильяма Смита». «Техас» в свою очередь имел технические характеристики, аналогичные характеристикам локомотива рейдеров, и хотя он ехал задом наперёд, преследователи теперь находились практически на равных условиях с угонщиками. Это событие благодаря журналистам-конфедератам позже вошло в историю как «Великая паровозная гонка» (Great Locomotive Chase), а всего захваченный «Генерал» проехал 87 миль (около 140 км), из которых «Техас» его преследовал на протяжении 51 мили (82 км). В итоге лидер рейдеров Джеймс Эндрюс принял решение о прекращении операции и спустя несколько миль после Рингголда велел оставить паровоз. Когда «Генерал» остановился и на нём никого не осталось, «Техас» медленно подъехал и остановился рядом, после чего кочегар Хэнни по указанию Брэккена проверил брошенный локомотив и обнаружил, что открыта дверца топки, а сам огонь в топке почти погас. Спустя примерно 20—30 минут «Техас» сцепился с Генералом и доставил его в Рингголд, после чего Брэккен и Хэни вернулись на своём паровозе обратно в Эдерсвилл и забрав свои вагоны доставили их в Атланту с опозданием от расписания.
Хотя в этой гонке на север «Техас» вышел победителем, но основная слава досталась всё же «Генералу». Непосредственно Уильям Фуллер также считал, что успех погони был обеспечен благодаря «Техасу», однако свою славу последний всё же должен разделить с предшествующими ему «Уильямом Смитом», «Ёной» и путевой тележкой. Машинист Пит Брэккен в воспоминаниях писал, что старается избегать славы и что ему в целом неприятно видеть вдоль путей памятные знаки о данной «паровозной гонке», популярность которой он считает искусственно раздутой.
В 1862 году в штате Джорджия назрела проблема нехватки соли, которая использовалась для вяления и консервирования мяса, прежде всего для нужд армии. Ближайшие крупные солончаки находились в Солтвилле в западной части Виргинии, где соль поднимали на поверхность с помощью рассола, который затем выпаривали. Связь штата Джорджия с Солтвиллом выполняла железная дорога Восточный Теннесси — Виргиния, на которой при этом наблюдалась нехватка подвижного состава. Тогда в начале 1863 года по указанию губернатора Джорджии Джозефа Эмерсона Брауна паровоз «Техас» вместе с девятью крытыми вагонами и несколькими платформами был временно передан на данную дорогу, где доставлял на месторождения древесину, которая использовалась в качестве топлива, и вывозил с них соль, которая затем доставлялась в Джорджию. Не установлено, почему был выбран именно «Техас» для этого; наиболее вероятно, это было продиктовано хорошим состоянием относительно современного локомотива. Соляные поезда паровоз водил вплоть до конца военных событий, прежде чем осенью 1865 года, благодаря ходатайству Главного механика Западно-Атлантической дороги Джона Флинна (John H. Flynn), вернулся обратно. 30 сентября 1866 года прошёл ремонт стоимостью $2898,94.

### После войны
В 1866 году дорога пронумеровала все имеющиеся в её парке локомотивы по порядку их приобретения, при этом «Техас» стал № 49, так как являлся 49-м по счёту паровозом, приобретённого дорогой. В 1870-х годы паровозы дороги были переведены с дровяного отопления на угольное. В 1880 году была проведена перенумерация локомотивов, в результате которой «Техас» получил № 12 и новое имя — «Цинциннати» (Cincinnati). 31 мая и 1 июня на Западно-Атлантической дороге были проведены работы по перешивке колеи с 1524 мм на стандартную 1435 мм. При переделке на новую колею у «Цинциннати» также был уменьшен диаметр движущих колёс с 60 дюймов (1524 мм) до 56 дюймов (1422 мм). В 1890 году дорогу W&ARR купила Nashville, Chattanooga and St. Louis Railway, на которой паровоз № 12 получил новый № 212, но сохранил имя «Цинциннати». В 1895 году он был снят с поездной работы и поставлен на запасной путь в Вайнингсе, но в 1903 году его вновь вернули в эксплуатацию, при этом локомотив водил составы по промышленной ветке к кукурузной мельнице в Эмерсоне. Примерно в 1907 году его окончательно списали и доставили в Атланту для последующей утилизации.

## Спасение паровоза
3 августа 1907 года в газете The Atlanta Georgian на первой полосе вышла статья под большим заголовком «Неужели такой будет судьба Доблестного Старого „Техаса“?» (Shall This Be The Fate of the Gallant Old Texas?) в которой автор обратил внимание читателей на ожидающий в Атланте разделки на металлолом старый паровоз № 212 «Цинциннати», который на самом деле является тем самым знаменитым «Техасом», на котором в 1862 году группа джорджийцев преследовала «Генерала», захваченного солдатами армии Союза, и смогла сорвать планы последних. В статье отмечалось, что побеждённый «Генерал» получил широкую известность, но победивший его «Техас» в ближайшее время будет уничтожен, тогда как ему место на каменном пьедестале, например, у Капитолия штата Джорджия. Благодаря данной статье в штате был начат сбор средств для выкупа локомотива и его восстановления. Позже Джон Томас (John W. Thomas) — президент Nashville, Chattanooga and St. Louis Railway, заявил, что готов подарить «Техас» штату.
Однако спустя три года локомотив продолжал ржаветь на запасных путях в Атланте, поэтому в августе 1910 года Комитет Западно-Атлантической железной дороги при Палате представителей Генеральной Ассамблеи штата Джорджия перешёл уже от слов к делу, для чего создал резолюцию «о сохранении штатом паровоза „Техас“» (relation to the preservation of the State's engine Texas). На тот момент в Генеральной Ассамблее считалось, что паровоз уже принадлежит штату, поэтому данную резолюцию сперва приняли обе палаты, а 9 августа 1910 года утвердил губернатор штата Джозеф Макки Браун (сын Джозефа Э. Брауна). Также был создан комитет, который должен был решать вопросы о выборе места для экспозиции «Генерала» и «Техаса».
Но и эти меры не позволили начать работы по восстановлению, так как в тот период между властями штата и руководством железных дорог были трения, а в данном случае стороны перекладывали ответственность за восстановление паровоза друг на друга. Тогда репортёр Уилбур Куртц (Wilbur G. Kurtz) написал ряд статей для The Atlanta Georgian на тему восстановления «Техаса». И весной 1911 года мэр Атланты Кортленд Уинн дал понять, что город заинтересован в восстановлении исторического локомотива, пока штат не примет окончательное решение. 12 апреля 1911 года Джозеф Браун приказал передать «Техас» властям Атланты; в письме от 13 мая Уинн подтвердил исполнение данного распоряжения и выдал расписку о получении данного паровоза. Сам паровоз за три дня до этого [10 мая] по временному пути перевезли в Грант-Парк.

## Восстановление
Находясь в Грант-Парке «Техас» был спасён от опасности утилизации, но его восстановлением по-прежнему никто не занимался, пока в апреле 1912 года к 50-летию рейда Эндрюса в газетах не был опубликован ряд статей на данную тему. При этом в статьях было отмечено, что паровоз уже не выглядит так, как во время Гражданской войны, в том числе широкая дымовая труба, характерная для дровяного отопления, была заменена на более узкую в связи с переходом на уголь; отсутствовал и метельник из листового железа — отличительная особенность всех паровозов Западно-Атлантической дороги, а вместо него была установлена широкая подножка для удобства сцепщиков, так как локомотив в последние годы использовался на маневровой работе. Оригинальный тендер также не сохранился, а вместо него был прицеплен тендер от паровоза «Далтон» (Dalton), выпущенного в 1864 году на заводе Mason Machine Works в Тонтоне (Массачусетс).
15 марта 1927 года «Техас» был перемещён в подвал нового здания Циклорамы, что позволило защитить его от непогоды. В ходе данного переезда произошёл казус, когда паровоз умудрился столкнуться с автомобилем; фотографии ДТП были опубликованы в местной газете. 28 октября 1931 года в The Atlanta Journal вышла статья, согласно которой губернатор штата Ричард Рассел-младший предоставил компании Nashville, Chattanooga & St. Louis Railway разрешение на восстановление «Техаса» и установку его памятником на станции Юнион в Атланте; в этом случае можно было бы в Атланте поставить «Техаса», а в Чаттануге — «Генерала». Несмотря на шедшую в то время «Великую депрессию», из-за которой у дороги снизилась прибыль, президент компании Джеймс Хилл (James B. Hill) заявил, что готов взять расходы на перевозку паровоза и восстановление до хорошего состояния, которые оценивались в 600 долларов; Городской совет Атланты однако отказался отдавать «Техас», который таким образом остался в здании Циклорамы.
Лишь в 1936 году были начаты работы по реставрации паровоза под руководством репортёра Уилбура Куртца, который старался придать «Техасу» внешний вид на момент выпуска в 1856 году. В ходе данных работ был восстановлен оригинальный метельник, заменена дымовая труба, котёл окрашен под «русское железо», а также заменена табличка с названием паровоза. 15 февраля 1973 года Историческая комиссия штата Джорджия направила заявку на включение паровоза в Национальный реестр исторических мест США. 19 июня 1973 года от руководства Службы национальных парков поступил ответ, что номинация была принята, и «Техас» включен в Национальный реестр исторических мест.

## Современная реконструкция
В июле 2014 года было принято решение о переезде ряда экспонатов Циклорамы, включая паровоз, в более просторное здание Атлантского исторического центра. В связи с этим «Техаса» вывезли из подвала и доставили в железнодорожный музей Северной Каролины, где его реставрацией занималась частная компания Steam Operations Corporation, которая специализируется на восстановлении паровозов; на восстановительные работы Атланта выделила полмиллиона долларов.
В ходе реставрационных работ было принято решение отказаться от облика военного периода и вернуть локомотиву облик 1880-х годов, включая номер 12, вместо 49. Были сняты многие детали, которые были изготовлены при реставрации 1936 года, включая широкую дымовую трубу. Также отказались от яркой окраски, которая была заменена на чёрную, так как лучше сочеталась с основной диорамой. Многие узлы паровоза и тендера, включая таблички, были изготовлены заново, так как целью был не чисто косметический ремонт, а именно восстановление конструкции до музейного состояния.
5 мая 2017 года обновлённый «Техас» вернулся в Атланту.

## В культуре
В фильме «Крутой маршрут» (1956) студии Walt Disney Pictures роль «Техаса» исполнил «Иньо» 1875 года постройки